# Rhöndorfer Konferenz
Die Rhöndorfer Konferenz war ein Treffen von Politikern der CDU und der CSU nach der Bundestagswahl 1949, die im Haus des späteren Bundeskanzlers Konrad Adenauer am 21. August 1949 stattfand.

## Geschichte
Nach der Bundestagswahl 1949 lud Konrad Adenauer 26 leitende Persönlichkeiten der CDU und der CSU am 21. August 1949 in sein Haus im Honnefer Stadtteil Rhöndorf ein, um die Lage nach der Bundestagswahl am 14. August 1949 zu besprechen. Es handelte sich um eine formlose Besprechung, bei der Adenauer als Gastgeber den Vorsitz führte; er hatte auch die Einladungen ausgesprochen. Das Gremium war sich zu Beginn darüber einig, dass hier keine offiziellen Beschlüsse gefällt werden könnten. Zugegen waren unter anderem Ludwig Erhard, Jakob Kaiser, Hermann Pünder, Robert Pferdmenges, Erich Köhler, Theodor Blank, Carl Schröter, Anton Pfeiffer, Michael Horlacher und Franz Josef Strauß. Auch bekannte Befürworter einer Großen Koalition waren eingeladen, darunter Peter Altmeier, Gebhard Müller, Werner Hilpert, Günther Gereke und Anton Dichtel, hingegen nicht Karl Arnold.
Trotz der von Adenauer beeinflussten Teilnehmerschaft überwog anfangs die Stimmung für eine Große Koalition. Deren Befürworter legten dar, dass die Aufgaben, vor denen die neu gegründete Bundesrepublik stand, so schwer sein, dass sie nur in einer gemeinsamen Anstrengung der großen Parteien zu bewältigen waren. Adenauer hingegen stellte den Gegensatz zwischen der im Wahlkampf erfolgreichen Parole von der „Freien Marktwirtschaft“ und den sozialdemokratischen Vorstellungen von einer staatlich gesteuerten Wirtschaft heraus. Dass im Ahlener Programm der CDU eine Absage an den Kapitalismus stand, erwähnte er lieber nicht; die Exponenten dieses Programms waren auch nicht eingeladen worden. Die stärkste Unterstützung fand Adenauer bei Ludwig Erhard, der sich weigerte, in einer Großen Koalition als Wirtschaftsminister zu dienen.
Als sich nach längerer Diskussion – vor allem infolge der Argumentation von Jakob Kaiser und Theodor Blank – die Stimmung von der Großen Koalition abwendete, kam Adenauer zur Sache. Er rechnete den Teilnehmern vor, dass die bürgerlichen Parteien (Unionsparteien, FDP, DP) zusammen eine knappe Mehrheit hatten. Seiner Meinung nach verpflichtete das Wahlergebnis die CDU/CSU dazu, auf dieser Basis eine Politik der Freien Marktwirtschaft durchzusetzen. Sein Plädoyer strömte „wie ein Landregen, der sanft und stetig alle gegnerischen Argumente aufweicht“.
Als es zu den Personalien kam, schlug einer der Teilnehmer Adenauer als Kanzler vor. Nach seinem eigenen Bekunden war er davon überrascht. Den Aufzeichnungen von Gebhard Müller zufolge war es Adenauer selbst, der erklärte, Kanzler werden zu wollen. Auch hatte er vorher schon mit seinem Arzt darüber gesprochen, der gemeint hatte „ein, zwei Jährchen“ könnte er das schon machen. Als Bundespräsident schlug er Theodor Heuss von der FDP vor. Den Einwand, Heuss stünde der christlichen Kirche nicht nahe, erledigte er mit dem Hinweis auf dessen fromme Frau.
Am Ende der Besprechung hatte sich Adenauer in allen Punkten durchgesetzt. Auch wenn die formale Bestätigung durch die zuständigen Parteigremien noch ausstand, war die Entscheidung für die Kleine Koalition faktisch gefallen.